# Saison 1 de The Magicians
 (avril 2017).
Si vous disposez d'ouvrages ou d'articles de référence ou si vous connaissez des sites web de qualité traitant du thème abordé ici, merci de compléter l'article en donnant les références utiles à sa vérifiabilité et en les liant à la section « Notes et références ».
Chronologie
Saison 2
Cet article présente les épisodes de la première saison de la série télévisée The Magicians.

## Distribution

### Acteurs principaux
- Jason Ralph (VF : Rémi Caillebot) : Quentin Coldwater
- Stella Maeve (VF : Audrey Sablé) : Julia Wicker
- Olivia Taylor Dudley (VF : Charlyne Pestel) : Alice Quinn
- Hale Appleman (VF : Benjamin Gasquet) : Eliot Waugh
- Arjun Gupta (VF : Sylvain Agaësse) : William « Penny » Adiyodi
- Summer Bishil (VF : Joséphine Ropion) : Margo Hanson

### Acteurs récurrents et invités
- Rick Worthy (en) (VF : Frantz Confiac) : Henry Fogg
- Jade Tailor (VF : Laurence Mongeaud) : Kady

## Synopsis
Quentin Coldwater, jeune adulte en marge du monde, est depuis son enfance attiré par la magie. Il se réfugie dans la lecture de ses romans préférés Fillory. Il découvre qu'il est un magicien et est admis à Brakebills, une université protégée du reste du monde qui forme en secret de futurs magiciens. Quentin va, avec l'aide de ses nouveaux amis Alice, Penny, Margo et Elliot, entrer dans une histoire qui le dépasse. Des forces maléfiques vont s'abattre sur eux. Il pourra sortir de certaines situations grâce à sa connaissance des romans de son enfance. 
Pendant ce temps, Julia, la meilleure amie de Quentin, qui a échoué aux tests d'admission de Brakebills, retrouve la mémoire qui lui avait été effacée. Elle n'aura de cesse de vouloir apprendre la magie en suivant son propre chemin. Un chemin obscur et dangereux qui pourrait la mener à sa perte... 

## Liste des épisodes

### Épisode 1:Bienvenue à Brakebills
- États-Unis /  Canada : 16 décembre 2015 sur Syfy
- France /  Suisse : 4 octobre 2016 sur Syfy (France)
- Québec : 15 février 2017 sur MusiquePlus[1]

### Épisode 2:Les Origines de la magie
- États-Unis /  Canada : 25 janvier 2016 sur Syfy
- France /  Suisse: 4 octobre 2016 sur Syfy (France)
- Québec : 22 février 2017 sur MusiquePlus

Le professeur Pearl enquête sur l'incident de la bête à Brakebills et Quentin, Alice, Penny, et Kady font face à des mesures disciplinaires pour leur implication dans l'attaque de la bête. Mais Eliza, qui est appelée en tant que spécialiste, les laisse aller en probation.

### Épisode 3:Magie et conséquences
- États-Unis /  Canada : 1er février 2016 sur Syfy
- France /  Suisse: 4 octobre 2016 sur Syfy (France)
- Québec : 1er mars 2017 sur MusiquePlus

### Épisode 4:Rêve ou réalité?
- États-Unis /  Canada : 8 février 2016 sur Syfy
- France /  Suisse: 11 octobre 2016 sur Syfy (France)
- Québec : 8 mars 2017 sur MusiquePlus

### Épisode 5:Magie, Maladie et Mentors
- États-Unis /  Canada : 15 février 2016 sur Syfy
- France /  Suisse: 11 octobre 2016 sur Syfy (France)
- Québec : 15 mars 2017 sur MusiquePlus

C'est la semaine des anciens élèves et les étudiants sont en quête de mentors. Ils doivent s'entraîner au jeu de la Bourbasse pour les impressionner. De son côté, Quentin rentre à la maison après avoir appris que son père a été diagnostiqué avec un cancer du cerveau. Il s'efforce difficilement d'accepter que la magie ne peut sauver son père, et finalement révèle ses pouvoirs à son père. 
Après avoir été expulsé par Marina, Julia essaie de trouver d'autres fratrie de magiciens à New York avec l'aide de Pete, mais personne d'autre n'a autant de sorts. Marina efface la mémoire de James pour empêcher Julia de lui parler de magie. 

### Épisode 6:Les Épreuves
- États-Unis /  Canada : 22 février 2016 sur Syfy
- France /  Suisse: 18 octobre 2016 sur Syfy (France)
- Québec : 22 mars 2017 sur MusiquePlus

### Épisode 7:La Magie selon Mayakovsky
- États-Unis /  Canada : 29 février 2016 sur Syfy
- France /  Suisse: 18 octobre 2016 sur Syfy (France)
- Québec : 29 mars 2017 sur MusiquePlus

### Épisode 8:La Plaie maudite
- États-Unis /  Canada : 7 mars 2016 sur Syfy
- France /  Suisse: 25 octobre 2016 sur Syfy (France)
- Québec : 5 avril 2017 sur MusiquePlus

### Épisode 9:Le Manoir des Plover
- États-Unis /  Canada : 14 mars 2016 sur Syfy
- France /  Suisse: 25 octobre 2016 sur Syfy (France)
- Québec : 12 avril 2017 sur MusiquePlus

### Épisode 10:Bon retour parmi nous
- États-Unis /  Canada : 21 mars 2016 sur Syfy
- France /  Suisse: 1er novembre 2016 sur Syfy (France)
- Québec : 19 avril 2017 sur MusiquePlus

### Épisode 11:Ressentir ou agir
- États-Unis /  Canada : 28 mars 2016 sur Syfy
- France /  Suisse: 1er novembre 2016 sur Syfy (France)
- Québec : 26 avril 2017 sur MusiquePlus

### Épisode 12:Le Passage pour Fillory
- États-Unis /  Canada : 4 avril 2016 sur Syfy
- France /  Suisse: 8 novembre 2016 sur Syfy (France)
- Québec : 3 mai 2017 sur MusiquePlus

### Épisode 13:L'Heure de vérité
- États-Unis /  Canada : 11 avril 2016 sur Syfy
- France /  Suisse: 8 novembre 2016 sur Syfy (France)
- Québec : 10 mai 2017 sur MusiquePlus